# Saprochaete gigas
Saprochaete gigas är en svampart som först beskrevs av Smit & L. Mey., och fick sitt nu gällande namn av de Hoog & M.T. Sm. 2004. Saprochaete gigas ingår i släktet Saprochaete och familjen Dipodascaceae.   Inga underarter finns listade i Catalogue of Life.